# 원녀일기
《원녀일기》(怨女日記)는 2014년 11월 30일에 MBC에서 방영한 드라마 페스티벌이다.

## 등장 인물

### 주요 인물
- 김슬기 : 콩쥐 역
- 오상진 : 사또 역
- 서이안 : 춘향 역
- 윤진욱 : 몽룡 역
- 채수빈 : 청 역
- 손진영 : 손진영 역

### 그 외 인물
- 정대균 : 방자 역
- 염문경 : 향단 역
- 류혜영 : 복순 역
- 김민식 : 손님 역
- 김상일 : 손님 역
- 이미윤 : 손님 역
- 노민승 : 도령 역
- 김상만 : 도령 역
- 이강아 : 상인 역
- 최희서 : 상인 역
- 이지수 : 상인 역
- 정민찬 : 꼬마 역
- 조왕별 : 꼬마 역
- 전동우 : 꼬마 역
- 윤성훈 : 꼬마 역
- 장민준 : 꼬마 역
- 김민성 : 꼬마 역
- 김보성 : 꼬마 역

### 특별출연
- 정준호 : 심봉사 역
- 견미리 : 조씨 역
- 전수경 : 월매 역
- 이희도 : 밭주인 역
- 이한위 : 의원 역
- 양진성 : 팥쥐 역
- 이우동 : 선달 역
- 김양우 : 스님 역

## 수상
- 2015년 제20회 아시안 TV어워즈(ATA)상 단편 드라마 부문 최우수상[1]